# Стуленик
Стуленик — украинское блюдо из дрожжевого теста на масле, обычно без начинки. Характерно в украинской кухне для центральных областей и Поднепровья. Блюдо часто готовились к праздникам, особенно свадьбе, в честь уважаемых гостей. На сегодняшний день встречается редко.

## Этимология
Относительно названия существуют несколько версий: по одной имеет соответствующую форму, сомкнутую с одной стороны (укр. стуляти – стискивать, плотно соединять); по другой — своей формой напоминает вульву, которая в старину на Виннитчине, Черкасщине, Днепровщине и Запорожье называлась стульня или стуленик.
Упоминается в романе «Дума о тебе» украинского писателя Михаила Стельмаха:
«Вона грайливо підвела вигнуті вії, посміхнулась одному завучу і нагримала на чоловіка: — А де твій хвалений стуленик?
— Він пересмажився,— винувато кліпнув очима Антон Антонович, прикрив розчухраним пошиттям голомозину»
.

## Приготовление
Из дрожжевого теста или теста, как для вареников, создается пирог, своей формой напоминающий вареник: имеет несколько вытянутую форму и защепленный сверху. Может быть также открыт по центру. Обычно нет начинки. При этом, на Днепровщине его готовят с начинкой из лука и сала. Жарится на сковороде в масле или смальце.